# Kissing Jessica Stein
Kissing Jessica Stein (bra: Beijando Jessica Stein; prt: Beijando Jessica) é um filme independente de comédia romântico-dramática estadunidense de 2001, escrito e co-produzido pelas estrelas do filme, Jennifer Westfeldt e Heather Juergensen. O filme também é estrelado por Tovah Feldshuh e é dirigido por Charles Herman-Wurmfeld. É uma das primeiras aparições no cinema do ator Jon Hamm. O filme é baseado em uma cena da peça de teatro off-Broadway de 1997 de Westfeldt e Juergensen chamada Lipschtick.

## Sinopse
Jessica Stein, de 28 anos, é uma editora atraente, judia e neurótica de um jornal de Nova York. Seu irmão Dan acabou de ficar noivo, sua melhor amiga Joan está prestes a começar uma família e sua mãe Judy está preocupada que Jessica acabe sozinha. Tendo enfrentado muitos encontros terríveis às cegas em busca do homem certo, o interesse de Jessica é despertado por um anúncio pessoal que inclui sua frase favorita sobre relacionamentos, de Rainer Maria Rilke. Jessica descobre que está na seção "Mulheres Procurando Mulheres" do jornal.
O anúncio foi colocado por Helen Cooper, que trabalha em uma galeria de arte. Insatisfeita com o sexo insatisfatório com homens, Helen está procurando algo diferente e decide experimentar namorar mulheres com o incentivo de seus amigos gays. Jessica responde ao anúncio, mas fica apreensiva ao conhecer Helen, então se desculpa e sai. Helen corre atrás dela e a convence a ficar para um drinque. As duas descobrem que se dão bem e têm muito em comum; Eles jantam. Helen desafia as suposições de Jessica sobre o que a fará feliz e dá um beijo de boa noite apaixonado.
Jessica e Helen começar a namorar e desajeitadamente trocando amassos no sofá de Helen depois. A geralmente tensa Jéssica gradualmente se torna mais feliz, confiante e despreocupada; isso é percebido em seu local de trabalho e atrai o interesse de seu chefe, Josh. Jessica evasivamente diz que não encontrou um namorado. Helen, por sua vez, está se apaixonando por Jessica e fica frustrada porque o relacionamento delas não está indo mais rápido.
Judy convida Jessica e Helen para jantar em sua casa de férias, onde ela tenta arranjar cada uma para um executivo de informática e Josh, respectivamente. Uma forte tempestade faz Helen dormir na velha cama de Jessica, e elas fazem sexo pela primeira vez. As duas são felizes juntos, mas Jessica permanece fechada sobre seu novo relacionamento lésbico, recusando-se a trazer Helen como sua namorada para o casamento de Dan por medo do que os outros vão pensar. Devastada, Helen diz que não pode aceitar ser tratada como um segredo vergonhoso e, chorando, rompe o relacionamento.
À medida que o casamento de Dan se aproxima, Jessica afunda em uma depressão profunda e vai ver Judy, que lhe diz que ela é uma perfeccionista que sempre desiste das coisas se elas não forem perfeitas, mesmo que a façam feliz. Judy respira fundo e diz que Jessica não deve deixar isso arruinar suas chances de ser feliz com Helen, que parece ser "uma garota adorável". Percebendo que sua mãe aceitou sua bissexualidade, Jessica começa a chorar de alegria.
Jessica pede desculpas a Helen e a convida para ser seu par no casamento de Dan. Helen é um sucesso no evento e é calorosamente recebida pela família. Josh, por sua vez, percebeu que está apaixonado por Jessica há algum tempo e revela seus sentimentos a ela após a festa. Jessica sem jeito, mas com firmeza explica que ela está em um relacionamento com Helen e vai embora com ela, deixando Josh sem palavras.
Alguns meses depois, Jessica e Helen estão morando juntas no apartamento de Helen, onde seu relacionamento sexual começa a desaparecer. Helen percebe que Jessica a vê mais como uma melhor amiga e colega de quarto do que como uma amante, e diz que ela precisa mais do que Jessica é capaz de dar. Uma briga ruim começa; Jessica implora que Helen aceite seu relacionamento como está, mas Helen permanece firme em sua necessidade de uma parceira que a satisfaça sexualmente, e as duas se separaram para sempre.
Vários meses depois, Helen vive feliz com outra mulher. Jéssica é uma versão mais calma e contente de seu antigo eu, tendo pegado as coisas positivas que aprendeu com Helen e as aplicado em sua própria vida. Ela afixa panfletos em busca de uma nova colega de quarto em uma livraria, perdendo o interesse sedutor da linda dona da loja. Ela avista Josh entre as estantes, que ela não vê desde que deixou o jornal para se concentrar em sua pintura. Eles têm uma conversa amigável, e ela diz a ele que Helen a largou, o que foi difícil, mas no final das contas fez dela uma pessoa melhor. Ela dá a Josh um panfleto com seu e-mail nele. Mais tarde, Jessica se encontra com Helen - as duas mulheres agora são amigas sólidas - e diz a ela com alegria que ela está saindo com Josh.[carece de fontes?]

## Elenco
- Jennifer Westfeldt como Jessica Stein
- Heather Juergensen como Helen Cooper
- Scott Cohen como Josh Myers
- Jackie Hoffman como Joan
- Tovah Feldshuh como Judy Stein
- Brian Stepanek como Peter
- John Cariani como Chuck
- Michael Mastro como Martin
- Carson Elrod como Sebastian
- David Aaron Baker como Dan Stein
- Jon Hamm como Charles
- Esther Wurmfeld como Vovó Esther
- Michael Ealy como Greg
- Michael Showalter como Stephen
- Idina Menzel como madrinha de casamento

## Lançamento

### Exibições do festival
O filme estreou no Festival de Cinema de Los Angeles em 21 de abril de 2001, recebendo o Prêmio do Público de Melhor Filme e um Prêmio Especial do Júri da Crítica.
O filme foi exibido em seguida no Festival Internacional de Cinema de Toronto, com exibições programadas para um dia antes e um dia após os ataques de 11 de setembro de 2001. De acordo com a faixa de comentário do DVD por Westfeldt e Juergensen, as duas exibições aconteceram, com a segunda exibição em 12 de setembro, produzindo suspiros audíveis entre os membros da audiência ao avistar o World Trade Center. As duas cineastas decidiram eliminar as nove ou dez cenas das Torres Gêmeas porque elas não eram parte integrante da história e se distraíram dela.

### Recepção da critica
O filme foi saudado pela crítica após o lançamento; resistiu a algumas críticas da comunidade LGBT por não lidar em profundidade com as dificuldades de ser abertamente gay, mas mesmo entre essas críticas, foi elogiado por retratar uma relação entre pessoas do mesmo sexo de uma forma positiva. O site AfterEllen.com, que acompanha o retrato de mulheres lésbicas e bissexuais na mídia, fez uma avaliação positiva do filme. No Rotten Tomatoes, o filme tem uma classificação de 83% "fresco" com base em 120 resenhas, com uma classificação média de 7.01/10.
A revista The Advocate listou o filme como um filme essencial para o público LGBT, afirmando que "De forma alguma é um filme lésbico modelo - na verdade, o filme é uma visão mais honesta da bissexualidade e da fluidez sexual - mas é certamente um filme incentiva a exploração e a autoconsciência."
No livro Sexual Fluidity: Understanding Women's Love and Desire, Lisa M. Diamond cita o filme como um exemplo notável de fluidez sexual feminina na cultura popular, escrevendo que Kissing Jessica Stein "mostra uma lésbica se envolvendo com um homem, ao contrário do mais representações generalizadas de mulheres heterossexuais se envolvendo em relacionamentos do mesmo sexo."